# هدف بلند
هدف بلند (انگلیسی: The Tall Target) فیلمی آمریکایی در سبک جنایی به کارگردانی آنتونی مان است که در سال ۱۹۵۱ منتشر شد.

## بازیگران
- دیک پاول
- پائولا ریموند
- آدولف منژو
- برت روچ
- فلورنس بیتس
- فرانک سالی
- جیمز هریسون
- لیف اریکسون
- مارشال تامپسون
- پیتر بروکو
- رجیس تومی
- روبی دی
- ویکتور کیلیان
- ویل گیر
- جیمز هریسون
- ارویل آلدرسون
- باد فاین
- اِستل اِتر